# Live at Sunset
Live at Sunset est un festival annuel de musique qui a eu lieu de 1996 à 2017 au mois de juillet à Zurich, en Suisse.
Le festival en plein air offre douze jours de concerts. Depuis sa première édition, en 1996 jusqu'en 2007, le "Live at Sunset" s'est déroulé dans la cour du musée national suisse (nommé le Landesmuseum) à Zurich. Depuis 2008, les concerts se déroulent à la patinoire Dolder de l'Adlisberg (quartier de Hottingen). Les installations comportent environ 2 500 places assises. L'édition 2008 a eu 27 000 visiteurs.
Les éditions se sont succédé annuellement jusque l'année 2015 incluse. Après une année blanche en 2016, une dernière édition s'est déroulée en 2017, à la suite de laquelle le directeur et propriétaire du festival Hanswalter Huggler a décidé d'y mettre fin faute de pouvoir en assurer le financement.

## Programmation

### Années 2010
2017 : Freundeskreis, Clueso, Patricia Kaas, Stiller Has, Stefan Eicher, Mary J. Blige, Naturally 7, Placebo, Elton John, Jamie Cullum, Rad The Trio, Ronan Keating, Melanie C, Züri West, Melanie C, Marco Mengoni, Norah Jones.
2016 : année sabbatique.
2015 : Gianna Nannini, Swiss Night: Patent Ochsner / Stephan Eicher, Rea Garvey, Lionel Richie, Tom Odell, ZZ Top, John Legend, Roxette, Lindsey Stirling, Anastacia, Xavier Naidoo.
2014 : Robert Plant And The Sensational Space Shifters, Rodrigo Y Gabriela, Milow, Jamie Cullum, Texas, Pet Shop Boys, James Arthur, Roger Cicero, Backstreet Boys, Ritschi, Stefanie Heinzmann, Shem Thomas, Hendrix Ackle, Philipp Fankhauser
2013 : Stephane Eicher, Bryan Adams, Natalie Cole, Kenny Rogers Support: Anna Rossinelli, Hugh Laurie, Deep Purple, Earth, Wind & Fire, Nena, Helge Schneider, Sting, Mark Knopfler, Gianna Nannini
2012 : B.B. King, Caro Emerald, Elton John Solo, Loreena McKennitt, Morcheeba, Alanis Morissette, Roxette, Katie Melua, Lady Antebellum, Züri West, James Morrison
2011 : John Mellencamp  EXTRA: Film-documentaire de 19h20 à 20h20, Stephane Eicher, Paul Simon, Toto, Chicago, Konstantin Wecker & Hannes Wader, Joe Cocker, Tom Jones, Swiss Night: Sina / Marc Sway, Gianna Nannini, Julieta Venegas
2010 : Tori Amos, John Fogerty, Gurrumul & Ego Lemos, A-ha, Element of Crime, Reamonn, Nina Hagen, Lunik/Dada Ante Portas, Foreigner, Gilberto Gil, Lucio Dalla & Francesco De Gregori, Maria Mena

### Années 2000
2009 : UB 40, Simply Red, Stephan Eicher, Sophie Hunger & Philipp Fankhauser, Simple Minds, Amy Macdonald, KODO, Patricia Kaas, David Garrett & le Neue Philharmonie de Frankfurt, Pepe Lienhard Big Band Special Guest: SEVEN, Jamie Cullum, Katie Melua
2008 : Diana Ross, Al Jarreau, Seal, Züri West, Erkan Aki mit Ruben Drole und Württembergische Philharmonie, Crowded House, Kris Kristofferson, Diana Krall, Jan Garbarek, Mick Hucknall, Juanes, Ben Harper & The Innocent Criminals
2007 : Gilberto Gil, Lauryn Hill, John Fogerty, Natalie Cole, Plüsch mit Max Lässer & Überlandorchester, James Morrison, Reamonn, Chris de Burgh, Skye Edwards, Joe Cocker, Stephan Eicher, Bryan Ferry
2006 : Simply Red, Melanie C, B. B. King, Ian Anderson & le Neue Philharmonie de Frankfurt, Polo Hofer und die SchmetterBand, Craig David, Ronan Keating, Jamie Cullum, La nuit des cinq Ténors, Juanes, Joe Sample Trio und Randy Crawford, Patent Ochsner
2005 : Joe Cocker, Candy Dulfer, George Benson, Diana Ross, Katie Melua, Meat Loaf, Morcheeba, Söhne Mannheims, Johnny Clegg, Lovebugs et Sina
2004 : Bonnie Raitt, Plüsch und The Alpinistos, Stephan Eicher, B. B. King, Seal, Patricia Kaas, Herbie Hancock, Wayne Shorter, Dave Holland, Brian Blade, Gianna Nannini, Melissa Etheridge, Chris de Burgh
2003 : Simple Minds, Toto, Alanis Morissette, Steve Winwood, Morcheeba, ZZ Top, The Beach Boys, Joe Jackson, George Benson, John Cale, Austria 3, Patent Ochsner mit Mimmo Locasciulli und Freunden
2002 : Lisa Stansfield, Noëmi Nadelmann, Andreas Vollenweider, Montserrat Caballé, Randy Crawford, Supertramp, Youssou N’Dour, Bryan Ferry, Bobby McFerrin, Polo Hofer und Züri West, Zucchero, Joe Cocker
2001 : Stephan Eicher, Al Jarreau und Rachelle Ferrell, Jeff Beck, Sting, George Benson, Vanessa-Mae, Prager Sinfonie Orchester, Herbie Hancock
2000 : Joe Cocker, Youssou N’Dour, Lionel Richie, Andreas Vollenweider, David Sanborn mit Sample, Richard Bona und Brian Blade, Michael von der Heide, BAP, Jan Garbarek, Lou Reed

### Années 1990
1999 : Mike Oldfield, Ladysmith Black Mambazo, Pur, Patti Smith, Stephan Eicher, Nigel Kennedy, Patricia Kaas, Al Jarreau
1998 : The Phil Collins Big Band
1997 : Andreas Vollenweider & Friends
1996 : Ryūichi Sakamoto, Konstantin Wecker, Lou Reed, Patti Smith, Andrea Bocelli